# Live To Rock
Live To Rock es una canción y otro sencillo del álbum White Tiger, lanzada como uno de los dos temas más principales y que fue compuesto luego de que David Donato, saliese de Black Sabbath en 1985, siendo la única canción escrita por el solo y luego sería sacado como canción promocional del álbum, que fue un éxito en todas las giras y al nivel nacional y internacional. 

## Entrenamiento

### White Tiger
- David Donato - Voz
- Mark St. John - Guitarra
- Michael Norton - Bajo
- Brian James Fox - Batería

### Equipo de Producción
- Lester Claypool - Ingeniero
- Eddie Coralnick, Gordon Davis - Ejecutivos
- Brian Gardner - Masterisador
- Glen La Ferman - Fotógrafo de sesión
- Mark St. John - Producer
- David Donato, Mark St. John - Compositores

Equipo
- Keith Soyka - Técnico [Guitar Tec]
- George Marino - masterización
- Dave Wittman - ingeniería y mezcla
- Tim Crich, Chris Minto - ingeniería

- Datos: Q109311602